# Paolo Galimberti
Paolo Galimberti (Giussano, 7 thánh 7 năm 1968) là một chính khách và doanh nhân người Ý.

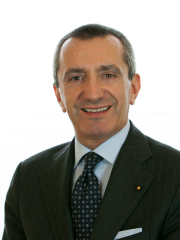
Paolo Galimberti

## Cuộc sống
Galimberti là một thành viên của Euronics. Năm 2013, ông được bầu làm thượng nghị sĩ ở Ý. Ông là người đồng tính công khai và đã đính hôn với Alfonso Signorini.